# عندق شاحب الزعانف
عندق شاحب الزعانف (الاسم العلمي: Nemipterus thosaporni) (بالإنجليزية: Palefin threadfin bream)‏ هو نوع من الأسماك يتبع جنس العندق من فصيلة العندقات.